# Àrea Intermèdia
Àrea Intermèdia és el nom donat a l'àrea etnològica i cultural que en el segle xvi, a l'arribada dels espanyols, comprenia els territoris avui corresponents al vessant del Carib d'Hondures i de Nicaragua, el territori de Costa Rica (amb excepció de la península de Nicoya i la regió del golf limítrof fins a la regió de Chorotega), Panamà i Colòmbia. Confinava amb l'àrea cultural de Mesoamèrica i els espais culturals de l'àrea Cultural Andina i l'Amazònia.
Aquesta Àrea va tenir com a punt central el nord de Sud-amèrica i els territoris més australs de l'istme centreamericà, congregats al voltant de la Conca del Carib, la qual cosa la va fer rebre fortes influències dels grups mesoamericans, andins i caribenys. Entre les seves ètnies originàries la més destacada van ser els chibchas, assentats principalment a Colòmbia.
El terme va ser encunyat en 1957 per l'arqueòleg Wolfgang Haberland, mentre que Gordon Willey va delimitar en  An Introduction to American Archaeology, Vol. 2: South America (Prentice Hall: Englewood Cliffs, NJ) el 1971 les fronteres de l'Àrea: els Caminis equatorians i la costa del pacífic, els Andes colombians i la costa del Pacífic, la costa del Carib de Colòmbia, l'àrea andina de l'oest de Veneçuela i la costa adjacent, i tot la Baixa Amèrica Central fins a la línia que s'estén des del golf de Nicoya cap a la costa del Carib nord-central d'Hondures. Per Willey, l'Àrea Intermèdia no té patrons distintius panregionals tan forts com els que es donen a Mesoamèrica o a l'àrea Cultural Andina.